# Lugalbanda nella grotta della montagna

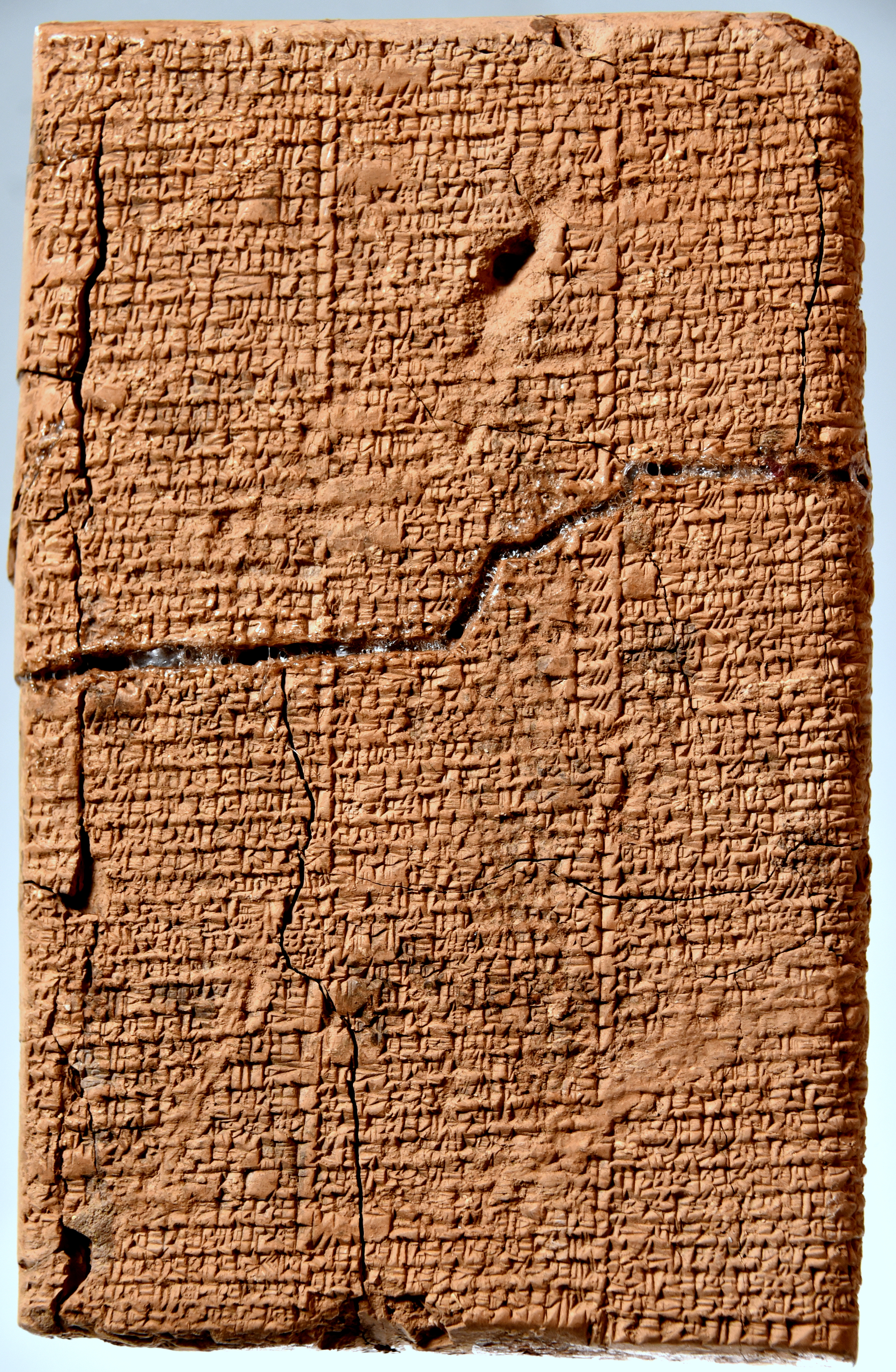
Tavoletta contenente il poema

Lugalbanda nella grotta della montagna è un poema epico sumero che racconta i trascorsi di Lugalbanda, terzo re di Uruk, successore di Enmerkar, fondatore della città di Uruk, e padre dell'eroe sumero Gilgameš.

## Sinossi
Il suo predecessore come re di Uruk, Enmerkar , mobilita il suo esercito per la guerra contro Aratta, e Lugalbanda sembra essere un comandante di questo esercito. Tuttavia, passando attraverso le impervie montagne di Aratta, Lugalbanda sviene all'improvviso.
Incapaci di rianimarlo, le sue truppe al seguito lo abbandonano in una caverna lasciandogli anche delle resine di incenso aromatico, e quindi proseguono per la loro strada. Quando Lugalbanda rinviene, fa strani sogni e prega per chiedere aiuto.
L'ultima parte del testo è sconosciuta perché molto frammentaria.